# Bataille de Moncontour
Troisième guerre de Religion (1568-1570)
Batailles
Guerres de Religion en France
Prélude
- Mérindol (1545)
- Amboise (1560)
- Colloque de Poissy (1561)

Première guerre de Religion (1562-1563)
- Édit de Saint-Germain (1562)
- Massacre de Wassy (1562)
- Toulouse (1562)
- Vergt (1562)
- Rouen (1562)
- Dreux (1562)
- Orléans (1563)
- Paix d'Amboise (1563)

Deuxième guerre de Religion (1567-1568)
- Surprise de Meaux (1567)
- Michelade (1567)
- Saint-Denis (1567)
- Chartres (1568)
- Paix de Longjumeau (1568)

Troisième guerre de Religion (1568-1570)
- Jarnac (1569)
- La Roche-l'Abeille (1569)
- Poitiers (1569)
- Orthez (1569)
- Montcontour (1569)
- Pamproux (1569)
- Saint-Jean-d'Angély (1569)
- Arnay-le-Duc (1570)
- Rabastens (1570)
- Paix de Saint-Germain-en-Laye (1570)

Quatrième guerre de Religion (1572-1573)
- Saint-Barthélemy (1572)
- Sancerre (1572-1573)
- Sommières (1573)
- La Rochelle (1573)

Cinquième guerre de Religion (1574-1576)
- Dormans (1575)
- Édit de Beaulieu (1576)

Sixième guerre de Religion (1577)
- Paix de Bergerac (1577)
- Édit de Poitiers (1577)

Septième guerre de Religion (1579-1580)
- Traité de Nérac (1579)
- Paix du Fleix (1580)

Huitième guerre de Religion (1585-1598) 
Guerre des Trois Henri

- Traité de Joinville (1584)
- Édit de Nemours (1585)
- Jarrie (1587)
- Coutras (1587)
- Vimory (1587)
- Auneau (1587)
- Journée des Barricades (1588)
- Arques (1589)
- Ivry (1590)
- Paris (1590)
- Journée des Farines (1591)
- Chartes (1591)
- Poncharra (1591)
- Châtillon (1591)
- Rouen (1591-1592)
- Craon (1592)
- Port-Ringeard (1593)
- Fort Crozon (1594)
- Fontaine-Française (1595)
- Doullens (1595)
- Amiens (1597)
- Édit de Nantes (1598)

Rébellions huguenotes (1621-1629)
- Saumur (1621)
- Saint-Jean-d'Angély (1621)
- La Rochelle (1621)
- Montauban (1621)
- Riez (1622)
- Royan (1622)
- Sainte-Foy (1622)
- Nègrepelisse (1622)
- Saint-Antonin (1622)
- Montpellier (1622)
- Saint-Martin-de-Ré (1622)
- Traité de Montpellier (1622)
- Blavet (1625)
- Île de Ré (1625)
- Traité de Paris (1626)
- Saint-Martin-de-Ré (1627)
- La Rochelle (1627-1628)
- Privas (1629)
- Alès (1629)
- Montauban (1629)
- Paix d'Alès (1629)

Révocation de l'édit de Nantes (1685)
Le 3 octobre 1569, les forces catholiques du roi Charles IX, sous le commandement du duc d'Anjou, battent à Moncontour, dans le Poitou, les troupes huguenotes, commandées par l'amiral Gaspard de Coligny. Cette bataille a lieu durant la troisième guerre de Religion.

## Campagne précédant la bataille
L’amiral de Coligny, venant du sud, avait mis le siège devant Poitiers. Après sept semaines, tout près de prendre la ville, il doit lever le siège devant l’avancée de l’armée royale, qu’il rencontre au nord-ouest de Poitiers, près de la commune de Moncontour.

## Déroulement

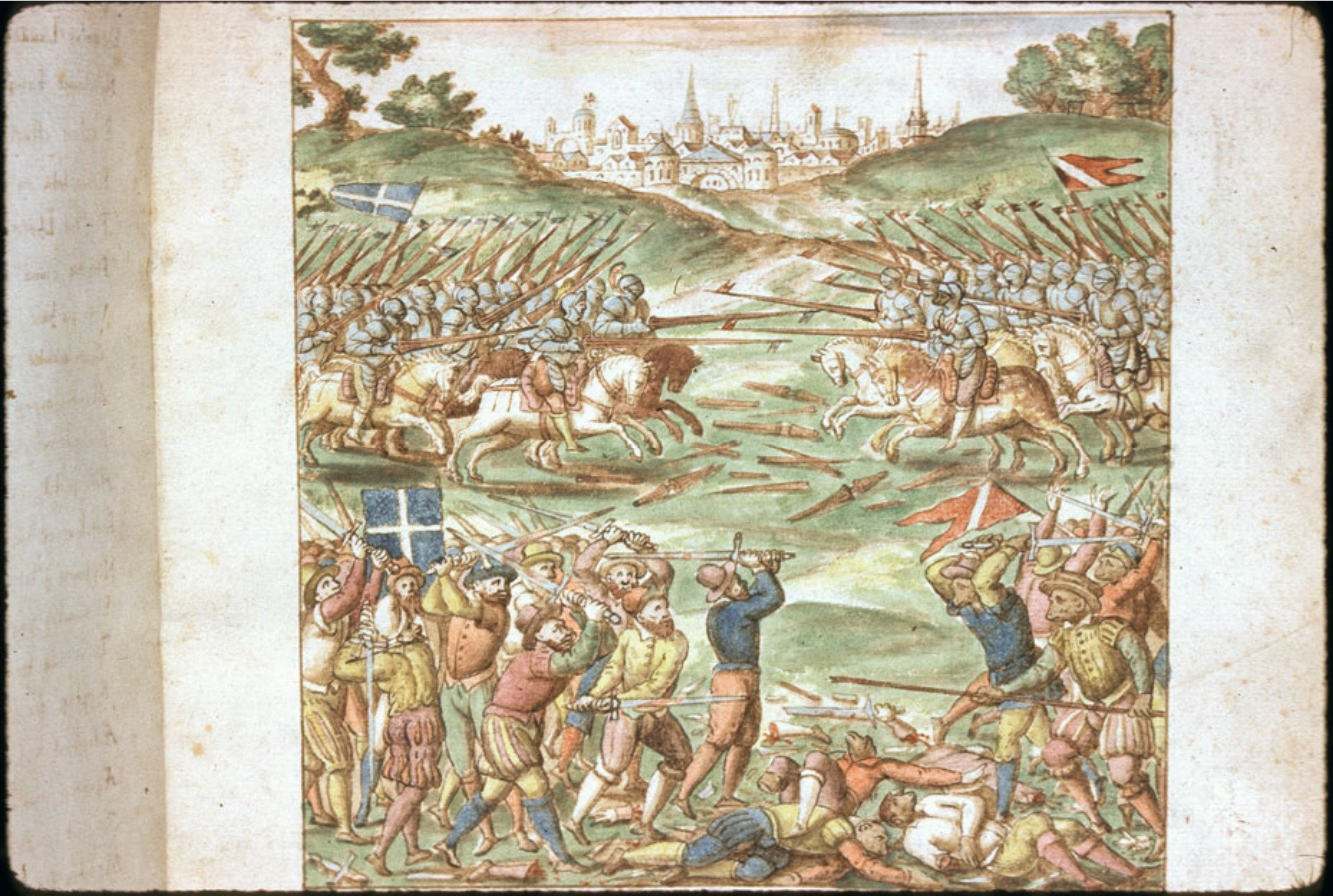
Bataille de Moncontour. Les protestants sont représentés, en tant qu'hérétiques, comme des singes du diable.
Enluminure du manuscrit Carmen de tristibus Galliae, 1577, Bibliothèque municipale de Lyon, ms. 0156,.

La préparation de la bataille est marquée par la trahison de mercenaires au service des protestants. Affaiblie, l’armée protestante est battue et les catholiques triomphent, avec l'aide des troupes envoyées par le roi d'Espagne, commandées par Pierre-Ernest Ier de Mansfeld.
Cette bataille se déroule lors de la 3e guerre de religion (1568-70) et oppose donc les forces protestantes dirigées principalement par l’Amiral Coligny, face aux forces catholiques dirigées par le Duc d’Anjou, futur Henri III. Les deux camps se connaissent bien et se sont affrontés à de multiples reprises. La bataille de Moncontour, se déroule le 3 octobre 1569 et prend place non loin de Poitiers, à seulement quelques kilomètres de là.

### La matinée avant la bataille
Tôt le matin, dans le donjon de Moncontour, les protestants aperçoivent depuis leur camp des flammes au loin. L’amiral Coligny pensant à une diversion du Duc d’Anjou, s’organise et distribue ses ordres à ses subordonnés. Son armée a perdu des membres du commandement assez importants durant plusieurs escarmouches précédentes, ce qui le handicape fortement. Il craint une désertion de la part de ses mercenaires allemands qu’il ne paie plus depuis longtemps et les répartit au mieux parmi les membres de son armée afin d'éviter leur fuite inopinée. L’Amiral souhaite traverser au plus vite la Dive vers l’ouest afin de rejoindre le Bas-Poitou. Il ne veut pas prendre le risque d’être assiégé dans cette ville trop difficile à défendre. Le jour se levant peu à peu, les protestants se rendent compte que c’est l’un de leurs châteaux qui est ravagé par les flammes. Leurs troupes comptant environ 18 000 hommes tous habillés de blanc pour se reconnaître dans la bataille face aux 25 000 hommes du Duc d’Anjou, regroupant des Italiens, des Espagnols, des Français et des Suisses réputés pour leurs violences, se préparent pour la bataille.

### Les préparatifs de la Bataille
L’artillerie protestante s’organise et se positionne sur le haut d’une colline. Elle arrose les catholiques durant de longues heures mais, ne faisant que très peu de dégâts. Les catholiques ne restent pas inactifs et leur envoient eux aussi  des boulets de pierre. Les deux camps s’approchent petit à petit, ne craignant pas l’artillerie ennemie encore trop éloignée pour faire de plus gros dégâts que quelques jambes cassées. Les catholiques, fort de leur avantage numérique, lancent un mouvement offensif vers les protestants. À mesure que les deux camps se rapprochent, l’artillerie se fait de plus en plus ravageuse, visant en priorité les fantassins. En effet, un boulet pouvait parfois annihiler plusieurs combattants d’un coup, alors qu'il faisait peu de dégât contre la cavalerie, tuant rarement plus d'un cheval. Les artilleurs catholiques arrivent à tirer un coup toutes les cinq minutes et envoient sur les protestants des boulets de pierre pesant entre cinq et six kilogrammes. Le mouvement des belligérants est fortement ralenti par les échanges d’artillerie, de plus en plus efficaces et retardent les combats de front.

### L'assaut
Ce n’est que vers quinze heures que l’artillerie s'arrête par crainte de faire autant de dégâts dans son propre camp que chez l’adversaire. Les deux camps peuvent alors presque se voir dans le blanc des yeux et l’assaut est finalement donné par le commandant Méru, subordonné du Duc d’Anjou. La cavalerie catholique s’élance à l’assaut d’une colline offrant une vue sur le bourg de la cité et reçoit une pluie de balles envoyée par les arquebusiers huguenots. Les pertes catholiques sont nombreuses et leurs corps glissent en bas de la colline, mais la supériorité numérique l’emporte sur les protestants qui finissent par lancer leurs tonneaux de poudre en dernier recours, enflammant les cavaliers et leurs montures. Cependant cela n'empêche pas la prise de la colline par les catholiques, qui entraîne de nombreuses pertes dans les deux camps, d’autant plus que l'armée du Duc d'Anjou ne fait aucun prisonnier.
Dans le bourg de la cité, les combats au corps à corps sont violents et mobilisent de nombreux fantassins, forçant souvent les combattants à changer d’adversaire au cours d’un combat pour éviter d’être tués sournoisement. Nombreux sont ceux qui combattent par paire afin de se protéger mutuellement dans ces combats chaotiques. La bataille s’enlise, les arquebusiers protestants empêchent toute progression de la part des catholiques, mais les Suisses débloquent la situation en chargeant les protestants qui, submergés, sont décimés. Les Suisses massacrent alors les huguenots sans faire de distinction entre fantassins et officiers. Les cavaliers royaux, encore sur la colline, quittent leurs positions pour charger une partie de la cavalerie adverse qui arrive en renfort. Les deux camps se transpercent avec leurs lances. Cette ultime charge précipite la déroute de l’armée de Coligny. L’Amiral comprend sa défaite et s’enfuit avant d’être tué ou blessé. Les cavaliers protestants tentent également de se replier après l'accrochage avec la cavalerie catholique. Ils sont néanmoins attendus par près de 2 000 fantassins et arquebusiers qui les accueillent d'une pluie de balles, visant principalement les chevaux, plus faciles à toucher.

### Issue de la bataille
Selon les historiens de l'époque, l'assaut fut de brève durée mais particulièrement sanglant. Du côté des protestants, on dénombre entre 6 000  et   10 000 morts et prisonniers ; quant aux catholiques, leurs pertes n'excédèrent pas les 600 hommes.
Le duc d'Anjou ressort victorieux de la bataille de Moncontour et reçoit beaucoup d'honneurs. Il devient Henri III quelques années plus tard en 1575. L'amiral Coligny fuit vers le Sud et remporte des batailles qui mènent à la paix de Saint-Germain-en-Laye le 8 août 1570. Il est finalement assassiné durant le massacre de la Saint-Barthélemy le 24 août 1572.

## Suites
Comme après La Bataille de La Roche-l'Abeille où les protestants avaient massacré leurs prisonniers, les catholiques font de même, bien qu’Henri d’Anjou sauvât quelques gentilshommes français.

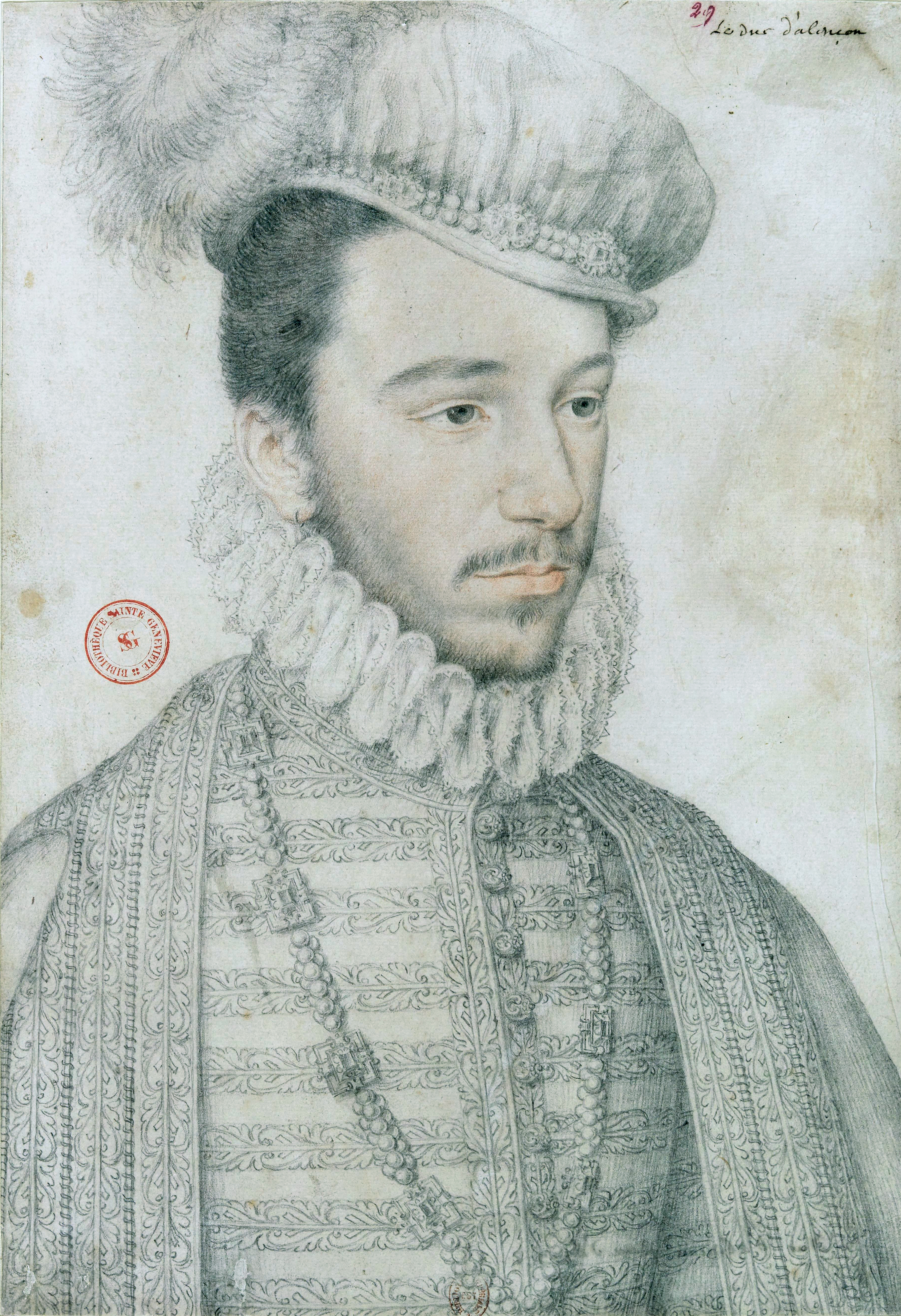
Henri, duc d'Anjou.
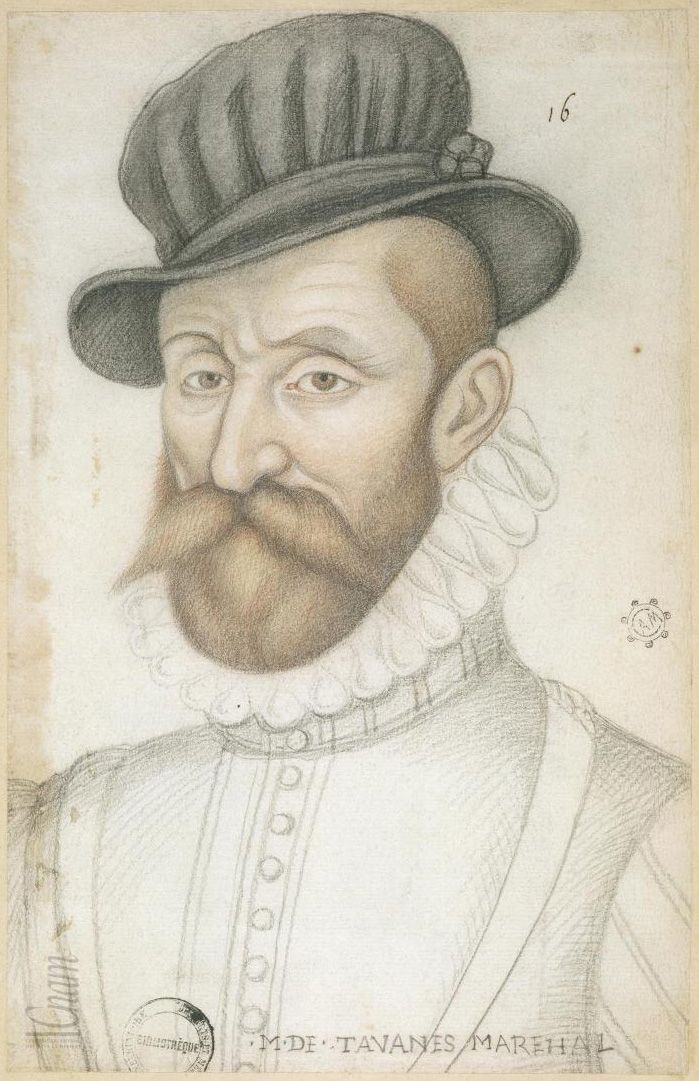
Gaspard de Saulx, maréchal de Tavannes.
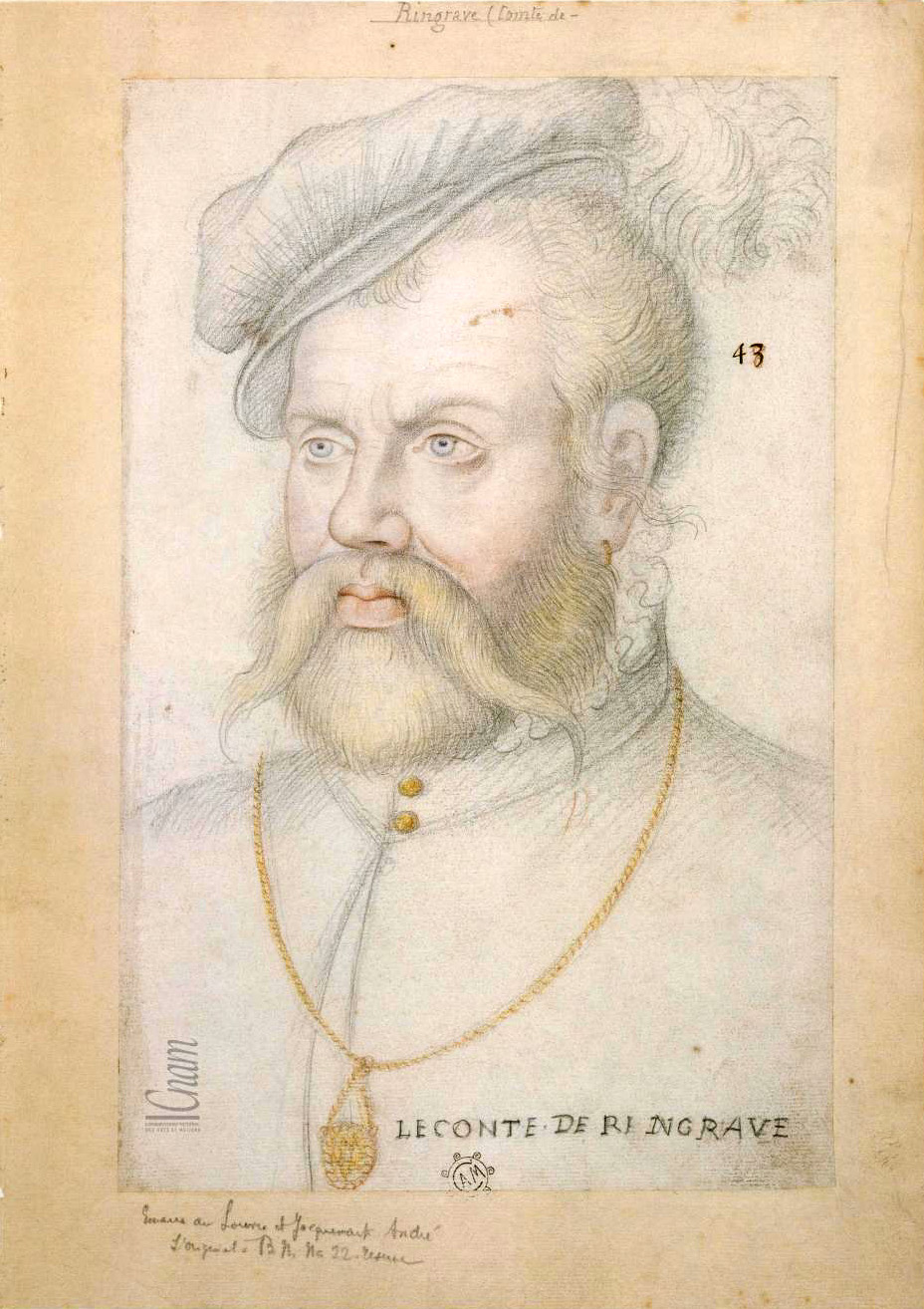
:Jean-Philippe, Rhingrave, comte de Salm.